# Anselm Hörmonseder
Anselm Hörmonseder OESA oder Anselm Hörmanseder (auch Anselm Hörmannseder; * 2. April 1686 in Wien als Franz de Paula Hörmonseder; † 15. April 1740 in Bruck an der Leitha) war ein österreichischer Augustiner-Eremit.

## Leben
Hörmonseder absolvierte die gymnasiale Ausbildung in Wien. 1707 trat er in das Augustinerkloster Sankt Rochus in Wien ein. Er nahm den Ordensnamen Anselm an. Von 1714 bis 1729 war er als Dozent für Philosophie und Theologie an den Ordensschulen am Augustinerkloster in Wien und am Augustinerkloster in Graz tätig. Außerdem war er Studienregens und Novizenmeister. Durch diese Tätigkeiten soll er auf die nachfolgende Ordensgeneration einen nachhaltigen Einfluss ausgeübt haben. 1721 wurde er an der Universität Wien zum Doktor der Theologie promoviert, woraufhin er Mitglied des Doktorenkollegiums der dortigen Theologischen Fakultät war.
Hörmonseder leitete und verwaltete von 1731 bis 1733 als Provinzial die österreichische Augustinerordensprovinz. Danach war er von 1735 bis zu seinem Tod Prior des Augustinerklosters in Bruck an der Leitha. Um die Restaurierung der dortigen Klosterkirche erwarb er sich große Verdienste. Seit 1790 ist diese profaniert.
Hörmonseder vertrat in seiner philosophisch-theologischen Ausrichtung die Jüngere Augustinerschule. Zudem ist er der gemäßigten Aufklärung zuzurechnen.

## Schriften (Auswahl)
- Plenum Gratiae Et Veritatis Verbum Divinum, Schlegel, Wien 1710.
- Universa philosophia, centum quaestionibus tum veterum, tum recentiorum philosophorum placita complectens, Heyinger, Wien 1728.
- Himmlische Eremiten-Schaar, Heiliges Augustiner-Jahr. Das ist: Sittliche Anmerckungen Vom Leben, Tod, Tugend- und Wunderthaten derer Heiligen, Seeligen und Ehrwürdigen beydes Geschlechts, Aus dem uralten Einsiedlers-Orden des H. Vatters Augustini, 2 Bände, Lehmann, Wien 1733.
- Universa Theologia Moralis Augustiniano-Aegidiana In Commodum Studentium Centum Quaestionibus, lisque cum Plurimis casibus resolutis comprehensa, Straub, Wien 1738.